# Anolis aliniger
Anolis aliniger is een hagedis uit de familie anolissen (Dactyloidae).

## Naam en indeling
De wetenschappelijke naam van de soort werd voor het eerst voorgesteld door Robert Friedrich Wilhelm Mertens in 1939. Oorspronkelijk werd de wetenschappelijke naam Anolis chloro-cyanus aliniger gebruikt.

## Uiterlijke kenmerken
Anolis aliniger is met ongeveer 15 centimeter een wat kleinere soort, maar wel robuuster. De hagedis heeft een wat stompere kop en iets gedrongen lichaam ten opzichte van veel andere anolissen. Mannetjes en vrouwtjes verschillen sterk in kleur; de mannetjes hebben een bladgroene kleur met een dunne en lichtblauwe bandering op de rug, poten en staart, een gele oogomgeving, donkere tot zwarte okselvlekken achter de voorpoten en een lichtgele tot oranje keelzak. De vrouwtjes zijn donkerbruin, hebben een veel lichtere tot witte flankstreep, een juist donkere bandering op het lichaam en een niet-gekleurde keelzak.

## Verspreiding en habitat
Anolis aliniger komt voor in de Dominicaanse Republiek en Haïti op het eiland Hispaniola en leeft in warme en droge bergwouden tot een hoogte van 1400 meter boven zeeniveau. Meestal komt de hagedis voor boven de 1000 meter, waardoor deze soort ook wat lagere temperaturen verdraagt.

## Levenswijze
Het voedsel bestaat uit insecten, maar eigenlijk wordt alles wat de anolis aan kan en op een boomtak beland opgegeten. Deze soort leeft met name op begroeide boomtakken in de uitschieters of planten die erop groeien zoals bromelia's of andere epifyten. De hagedis komt nooit op de grond en zelfs de vochtopname geschied door dauwdruppels op te likken die zich 's ochtends op de bladeren vormen.
Anolis aliniger heeft wat betreft de levenswijze veel gelijkenissen met de Madagaskardaggekko's uit het geslacht Phelsuma; zo leven ze vooral in en rond bromeliaplanten, en ook wordt iedere twee weken een ei geproduceerd welke vaak in een bromeliakelk wordt afgezet. De anolis is veel minder schuw dan andere soorten.